# Fünf Lieder (Fanny Hensel-Mendelssohn, Opus 10)

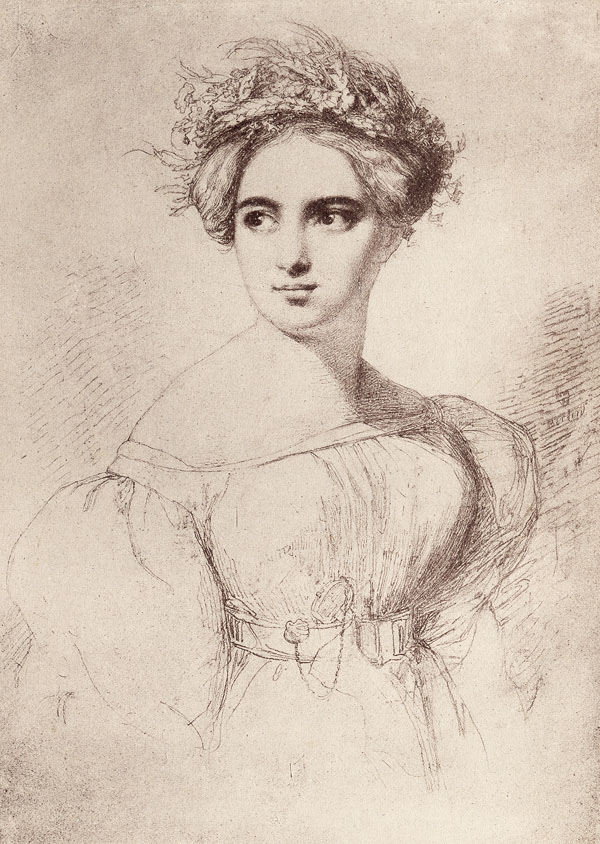
Fanny Hensel-Mendelssohn getekend door Wilhelm Hensel

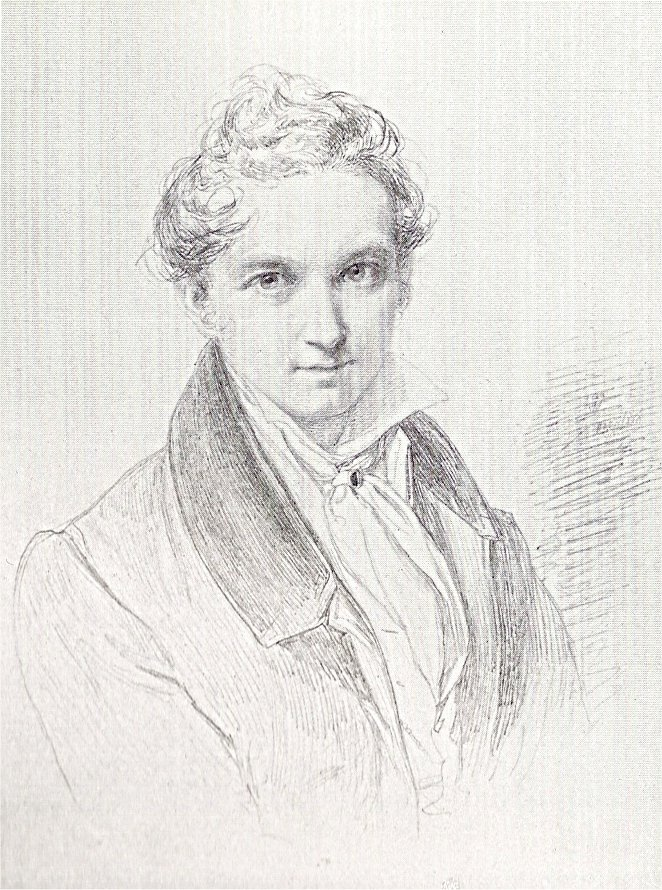
Wilhelm Hensel. Zelfportret 1829

Fünf Lieder (vijf liederen) van Fanny Hensel-Mendelssohn naar gedichten van Hensel, Lenau, Geibel en von Eichendorff postuum uitgegeven in 1850.

## Geschiedenis
Zes maanden voor zijn eigen dood in november 1847 spande Felix Mendelssohn (1809-1847) zich in om te verzekeren dat zijn in mei overleden zuster de erkenning kreeg die zij tijdens haar leven gemist had. Felix was daar mede zelf verantwoordelijk voor, omdat hij zich aansloot bij de beslissing van hun vader Abraham Mendelssohn (176-1835) dat Fanny als vrouw zich uitsluitend diende voor te bereiden op een openbaar leven als echtgenote. Wel nam Felix nog tijdens het leven van hun vader drie liederen van Fanny op onder zijn eigen naam in 1926 in zijn Zwölf Gesänge, Opus 8. En eveneens in 1830 drie van haar liederen in zijn Zwölf Lieder, Opus 9. Na haar huwelijk in 1829 met de schilder Wilhelm Hensel (1794-1864), die haar wel actief ondersteunde om haar werk te laten uitgeven, slaagde Fanny erin buiten medeweten van Felix om Sechs Lieder, Opus 1 gepubliceerd te krijgen. Zij moest een maand in spanning wachten alvorens zijn nolens volens gestuurde felicitatie te krijgen.
Felix bracht in 1847 postuum diverse composities van Fanny onder bij zijn uitgever Breitkopf&Härtel te Leipzig, waarvan Sechs Lieder, Opus 9 en ook het onderhavige Fünf Lieder, Opus 10 pas in 1850 verschenen. Eerder in 1847 verschenen door zijn bemoeienis haar Gartenlieder uit 1846 als Opus 3 en Sechs Lieder als Opus 7 in 1847.

## Liederen
Het eerste lied Nach Süden, waarschijnlijk naar een vers van haar echtgenoot uit 1841 kan geschreven zijn na hun reis met hun zoon Sebastiaan naar Italië in 1839-40. Het vijfde lied is gebaseerd op een gedicht van Joseph von Eichendorff (1788-1857). Fanny die zo’n tweehonderd en vijftig liederen schreef, was erg op deze geliefde dichter gesteld en koos regelmatig verzen van hem uit om op muziek te zetten. De kracht van von Eichendorff zit in de eenvoud en kenmerken zich vooral door de in die tijd gangbare evocatieve natuurbeschrijvingen.
Fanny experimenteerde in haar liederen meer dan haar broer Felix, haar werk bezit een harmonische dichtheid die de emoties van de tekst ten goede komt. Een ander algemeen kenmerk van haar stijl kan met de term woordschildering betiteld worden. Woordschilderen , ook bekend als toonschilderen of tekstschilderen, is de muzikale techniek van het componeren van muziek die de letterlijke betekenis van de zangtekst of verhaalelementen in programmatische muziek weerspiegelt. Fanny paste kundig deze aloude ook in de romantiek gebruikelijke techniek toe om de emotionaliteit in de tekst te benadrukken.
| Nach Süden Von allen Zweigen schwingen Sich wandernde Vögel empor; Weit durch die Lüfte klingen Hört man den Reisechor: Nach Süden! Nach Süden! In den ewigen Blumenflor. Ihr Vöglein singt munter hernieder, Wir singen lustig hinaus. Wenn der Lenz kommt, kehren wir wieder, Wieder in Nest und Haus, Von Süden! Von Süden! Jetzt aber hinaus! hinaus! Wilhelm Hensel (1794 - 1861) | Naar het zuiden Op alle takken voor je Bereiden zich vogels al voor; En in de lucht daar hoor je Het jaarlijks trekkerskoor: Naar ’t zuiden! Naar ’t zuiden! Bloemen bloeien er heel ‘t jaar door. De vogels zien hoog op ons neder, En zingen uit volle borst. In het voorjaar keren wij weder, Als gedaan is de vorst, Uit ’t zuiden! Uit ’t zuiden! Nu trekken voor er wordt gedorst! |
| Vorwurf Du klagst, daß bange Wehmut dich beschleicht, weil sich der Wald entlaubt, und über deinem Haupt dahin der Wanderzug der Vögel streicht. O klage nicht, bist selber wandelhaft, denkst du der Liebesglut? Wie nun so traurig ruht in deiner Brust die müde Leidenschaft! Nikolaus Lenau (1802 - 1850) "Vorwurf", in Gedichte, in 4. Viertes Buch, in Vermischte Gedichte | Verwijt Je klaagt, dat bange weemoed je verteert, daar ‘t bos zijn blad verliest, en boven jouw droef hoofd er ook een zwerm van vogels juist passeert. O klaag toch niet, je neemt toch zelf de vlucht, nietwaar uit liefdespijn? Want treurig immers brandt in heel je hart je oude vlam geducht! |
| Friedlicher Abend Friedlicher Abend senkt sich aufs Gefilde; Sanft entschlummert Natur, um ihre Züge Schwebt der Dämmerung zarte Verhüllung, und sie Lächelt die Holde; Lächelt, ein schlummernd Kind in Vaters Armen, Der voll Liebe zu ihr sich neigt, sein göttlich Auge weilt auf ihr, und es weht sein Odem Über ihr Antlitz. Nikolaus Lenau (1802 - 1850) In Gedichte, in 1. Erstes Buch, in Oden, in Abendbilder, no. 1 | Vredige avond Over de velden daalt de avondvrede; Zacht verstilt de natuur, om al haar trekken Weeft de schemering ragfijne sluiers, en Zij glimlacht de lieve; Glimlacht, een slapend kind in vaders armen, Die vol liefde zich er naar neigt, zijn goddelijk Oog verheerlijkt het, en zijn adem strijkt zacht Langs het lief gelaat. |
| Auf des Gartens Mauerzinne Auf des Gartens Mauerzinne, bebt noch eine einz'ge Ranke, also bebt in meinem Sinne, schmerzlich nur noch ein Gedanke. Kaum vermag ich ihn zu fassen, aber dennoch von mir lassen, will er, ach, zu keiner Frist. Und so denk ich ihn und trage alle Nächte, alle Tage, mit mir fort die dumpfe Klage, daß du mir verloren bist. Emmanuel Geibel (18154-1884) Gedichte von zweiundsiebzigste Auflage, Stuttgart, Verlag der J G Cotta'schen Buchhandlung, 1873. | Boven de tuinmuur Kijkend naar de tuinmuurzijde wiegen er slechts enkele twijgen, zoals in mijn ziel al tijden, treurig wel er toe te zwijgen, dwalend slechts een paar gedachten, welke toch niets doen verwachten, wijkend niet van mij vandaan. En zo moet ik dus verdragen alle nachten, alle dagen deze pijn en mij beklagen, dat jij mij niet meer zag staan. |
| Durch Feld und Buchenhallen Durch Feld und Buchenhallen, bald singend, bald fröhlich still, recht lustig sei vor allen, wer's Reisen wählen will. Wenn's kaum im Osten glühte, die Welt noch still und weit: da weht recht durchs Gemüte die schöne Blütenzeit ! Der Lerch' als Morgenbote sich in die Lüfte schwingt, eine frische Reisenote durch Wald und Herz erklingt. O Lust, vom Berg zu schauen weit über Wald und Strom, hoch über sich den blauen tiefklaren Himmelsdom ! Vom Berge Vöglein fliegen und Wolken so geschwind, Gedanken überfliegen die Vögel und den Wind. Die Wolken ziehn hernieder, das Vöglein senkt sich gleich, Gedanken gehn und Lieder fort bis ins Himmelreich. Joseph Karl Benedikt, Freiherr von Eichendorff (1788 - 1857), in Gedichte, in 1. Wanderlieder, in Der wandernde Musikant, no. 6. | Door veld en beukenzalen Door veld en beukenzalen, dan zingend, dan vrolijk stil, plezierig is het dwalen, die zwervend reizen wil. Gaat ’t in het oosten gloren, de wereld stil en wijd: dan gaat weldra bekoren de mooie bloesemtijd! De leeuwerik morgenbode die heel het zwerk bezingt, en met hoge triller noten het woud en hart doordringt. En op de berg verwijlen ver boven al ‘t mensdom, met boven je de ijle diepblauwe hemeldom! Vanaf de bergen drijven de wolken zo gezwind, gedachten overstijgen de vogels en de wind. De wolken dalen neder, de vogels doen gelijk gedachten, lied en bede stijgen in ’t hemelrijk. Vertaling August Agasi, 2022 |